# Ulica Siennicka w Gdańsku

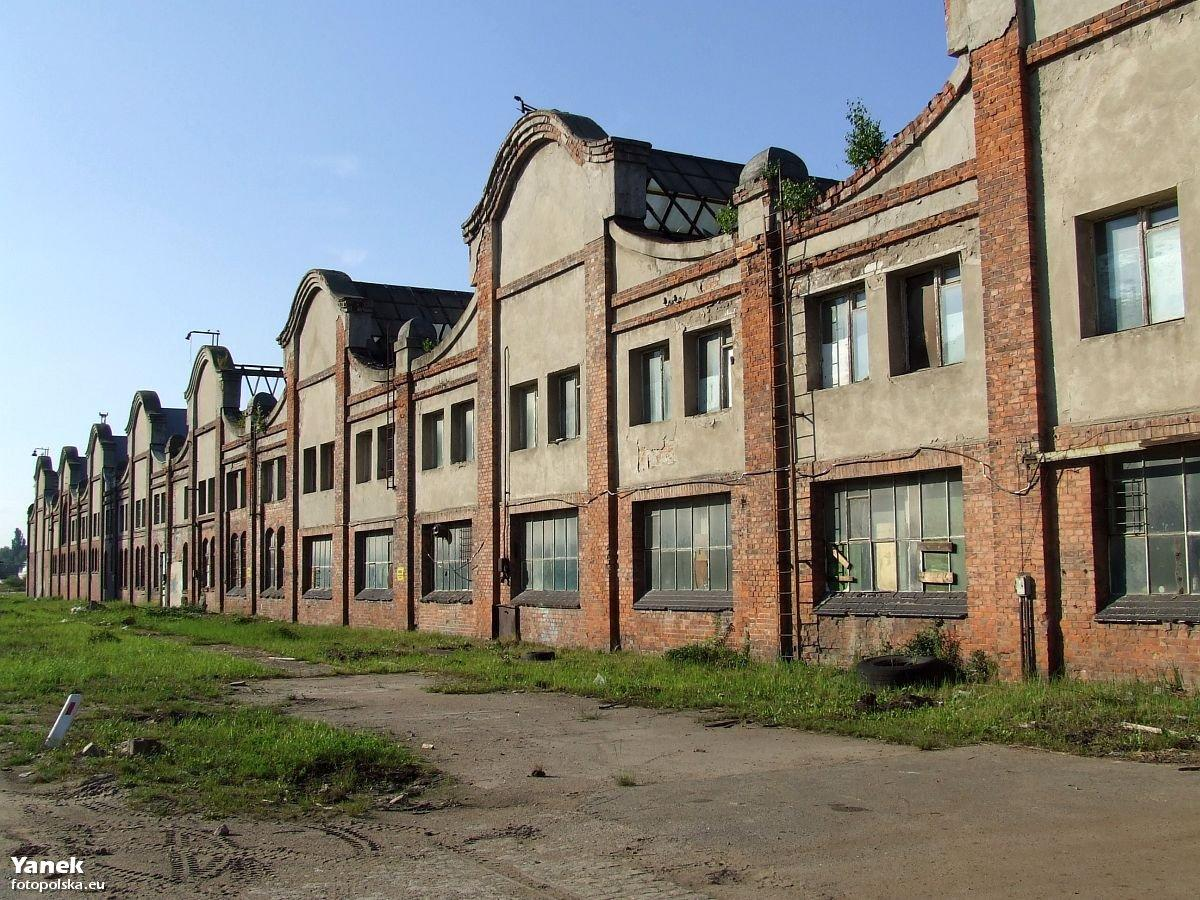
Zabytkowe warsztaty kolejowe

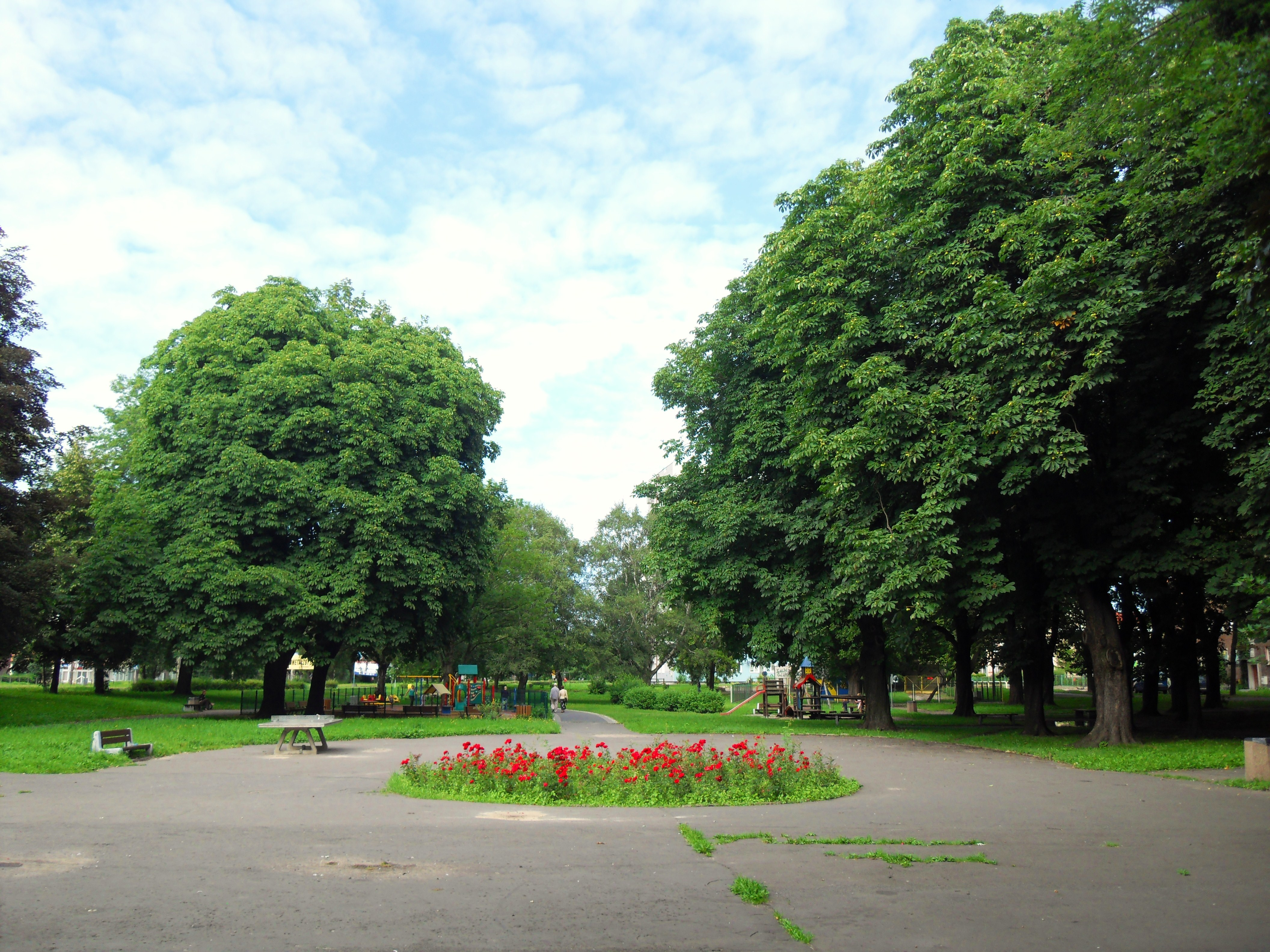
Park Siennicki

Ulica Siennicka (niem. Breitenbachstraße) – ulica w Gdańsku, w dzielnicach Śródmieście i Przeróbka.
Jest to ważna ulica – łączy Wyspę Portową, poprzez Most Siennicki, z resztą miasta. Do wybudowania Mostu im. Jana Pawła II była jedynym połączeniem dzielnic Stogi, Przeróbka i Krakowiec-Górki Zachodnie z lądem.

## Przebieg
Ulica Siennicka rozpoczyna się na ważnym skrzyżowaniu wschodniego Gdańska – ulic: Elbląskiej i Podwala Przedmiejskiego (DK7) oraz ulicy Długie Ogrody.
Następnie biegnie skręcając lekko na wschód ku Mostowi Siennickiemu. Za mostem przechodzi przez Przeróbkę i zmienia charakter na drogę lokalną. Paręset metrów za zakładem karnym kończy się na terenach kolejowych.

## Komunikacja
Od początku ulicy biegnie po niej torowisko tramwajowe skręcając później w ulicę Lenartowicza. Po torach poruszają się tramwaje linii: 8, 9.
Po ulicy biegną także linie autobusowe 106, 111, 138, N8.

## Historia
Przedwojenna nazwa ulicy Breitenbachstraße upamiętniała Paula von Breitenbacha (1850–1930), pochodzącego z Gdańska pruskiego ministra robót publicznych.
W 1910 powstał Eisenbahn-Hauptwerkstatt Danzig-Troyl (Główny Warsztat Kolejowy Gdańsk–Trojan), w skrócie: EHW Danzig-Troyl, późniejsze Zakłady Naprawcze Taboru Kolejowego i Miejskiego w Gdańsku.
W 1912 został oddany do użytku Most Siennicki, który zastąpił starą, odwieczną przeprawę promową przez Martwą Wisłę pod Gęsią Karczmą.
W latach 1925–1927 została zbudowana na ul. Siennickiej trasa tramwaju (w pełni dwutorowa, o wysokiej przepustowości) z centrum miasta do Stogów.
Około 1930 powstał Park Siennicki, jako zieleń pobliskiej zwartej zabudowy mieszkaniowej z okresu Wolnego Miasta Gdańska (powierzchnia parku wynosi 1,6 ha).
3 września 1970 Służba Więzienna otrzymała Zakład Karny Gdańsk-Przeróbka. Został on utworzony na terenach pokolejowych.

## Obiekty
- Zabytkowe warsztaty kolejowe (zbudowane w latach 1910-1920[5])
- Zakład Karny Gdańsk-Przeróbka
- GKS Gedania Gdańsk (sekcja wioślarska)
- Pętla tramwajowa "Przeróbka"